# کاتبنک (فیلم)
«کاتبنک» (انگلیسی: Cut Bank (film)) فیلمی در ژانر مهیج است که در سال ۲۰۱۴ به نمایش درآمد.

## داستان
دربی میلتون یک تاکسیدرمیست منزوی و گوشه‌گیر با لکنت زبان است که منتظر رسیدن یک کیف دستی تزئینی است و هر روز چشم انتظار به جعبهٔ پست خود می‌نگرد. در یک مزرعهٔ کلزا دواین مک‌لارن و دوست دخترش کساندرا استیلی در حال ضبط یک ویدئوی تمرینی برای شهرکشان (کاتبنک، مونتانا) جهت تمرین برای شرکت در یک جشنواره زیبایی هستند که در همین حین پشت سر کساندرا، جورجی که پستچی شهر است وارد کادر می‌شود. جورجی توسط یک فرد تنومند مورد هدف گلوله قرار می‌گیرد و در حالی که کساندرا و دواین بین کلزاها قایم شده‌اند، دواین فیلم قتل را ضبط می‌کند. مرد تنومند دومین تیر را هم به جورجی شلیک می‌کند و جسد او را برمی‌دارد و درون ماشین حمل نامه‌ها می‌گذارد و می‌رود.
دواین و کساندرا ماجرا را به استان، پدر کساندرا اطلاع می‌دهند و او کلانتر واگل را در جریان حادثه قرار می‌دهد و فیلم گرفته‌شده توسط دامادش را در اختیار او قرار می‌دهد. کلانتر واگل با دیدن فیلم اولین قتل رخ‌داده در کاتبنک، مونتانا به شدت دچار تهوع و استفراغ می‌شود. روز بعد دواین نسخهٔ کپی‌شده از روی فیلم را به ایستگاه پست شهرک می‌برد و در آنجا دواین می‌فهمد برای ارائهٔ مدرک خشونت علیه کارمندان ادارهٔ پست جایزه‌ای ۱۰۰هزار دلاری در انتظار اوست. جو برنت نمایندهٔ ادارهٔ پست ایالات متحده به کاتبنک، مونتانا می‌آید تا جایزهٔ او را تأیید کند. قاتل جورجی خودروی حمل نامه‌ها را از بین می‌برد و نامه‌های تحویل داده‌نشده (شامل کیف دربی میلتون) را در یک انبار استیجاری قرار می‌دهد. جورجی در کابین استان در یک متروکه قایم شده و به مچ، مرد لالی که ظاهراً او را کشته بود حق‌السکوت می‌پردازد. این کابین که متعلق به استان است در اختیار دواین است.
میلتون به ادارهٔ پست می‌رود و دربارهٔ کیف دستی‌اش سؤال می‌کند. وقتی دربارهٔ قتل جورجی می‌شنود به محل وقوع جرم می‌رود و از شواهد متوجه چکمه‌های بزرگ فرد قاتل می‌شود. به فروشگاه کفش شهرک مراجعه می‌کند و با پرس و جو صاحب چکمه‌ها یعنی مچ را پیدا می‌کند و به سراغ او می‌رود و از او مرسوله‌اش را می‌خواهد. مچ طفره می‌رود و با میلتون درگیر می‌شود. در جریان این درگیری میلتون مچ را می‌کشد.
دواین جورجی را در کابین پیدا می‌کند. جورجی و دواین به توافق می‌رسند جایزه را بین خودشان تقسیم کنند. استان جورجی را اندکی بعد از رفتن دواین در کابین پیدا می‌کند و جورجی مجبور می‌شود به او حمله کند و بدن او را پشت یک ون قدیمی همان دور و بر مخفی کند.
میلتون جورجی را پیدا می‌کند و از او دربارهٔ مرسوله‌اش سؤال می‌کند و بعد از طفره رفتن جورجی، میلتون او را می‌کشد. پلیس بدن استان را قبل از اینکه بمیرد پیدا می‌کند. دواین وقتی می‌فهمد استان به هوش آمده تصمیم می‌گیرد سریعاً به همراه کساندرا از شهر فرار کند تا قبل از افشای همکاری او و جورجی توسط استان از شهرک خارج شود.
میلتون که نقش دواین را فهمیده قبل از دواین به خانهٔ او می‌رسد. دواین با دیدن میلتون اسلحهٔ شکاری پدرش را برمی‌دارد اما خیلی زود می‌فهمد اسلحه توسط میلتون خالی شده‌است. وقتی کساندرا بعد از بردن جایزهٔ جشنواره زیبایی به خانهٔ دواین می‌رود، میلتون او را هم گروگان می‌گیرد. میلتون به دواین می‌گوید به سمت انبار پر از مرسوله حرکت کند و کساندرا را هم با چشم و دهان بسته در صندلی عقب می‌گذارد. دواین بدون این که میلتون بفهمد با در یک قوطی روی در ماشین کلمهٔ ۹۱۱ (شماره پلیس) را حک می‌کند تا به این شکل نگهبان انبار را از وضعیت با خبر کند. میلتون به کیف دستی‌اش می‌رسد و از دواین تشکر می‌کند.
وقتی میلتون می‌خواهد سوار ماشین شود، متوجه «۹۱۱» حک شده بر روی در ماشین می‌شود؛ سر دواین و کساندرا را با یک کیسه محکم می‌بندد تا هر دو خفه شوند. میلتون دنبال نگهبان می‌گردد تا او را بزند ولی کلانتر واگل را می‌بیند که او را نشانه گرفته‌است. میلتون نمی‌ایستد و فرار را امتحان می‌کند و واگل او را می‌زند و میلتون نمی‌تواند ماشین را کنترل کند و با یک درخت برخورد می‌کند و درجا می‌میرد. واگل قبل از اینکه دیر شود دواین و کساندرا را می‌یابد و هر دو را نجات می‌دهد.